# Bo (distrito)
Bo é uma distrito da Serra Leoa localizado na província Southern. Sua capital é a cidade de Bo.